# Allodia huggerti
Allodia huggerti är en tvåvingeart som beskrevs av Kjaerandsen 2007. Allodia huggerti ingår i släktet Allodia och familjen svampmyggor.
Artens utbredningsområde är Sverige. Arten är reproducerande i Sverige. Inga underarter finns listade i Catalogue of Life.